# Ojo de Agua, Cosoleacaque
Ojo de Agua är en ort i Mexiko.   Den ligger i kommunen Cosoleacaque och delstaten Veracruz, i den sydöstra delen av landet, 500 km öster om huvudstaden Mexico City. Ojo de Agua ligger 28 meter över havet och antalet invånare är 281.
Terrängen runt Ojo de Agua är platt. Runt Ojo de Agua är det ganska glesbefolkat, med 47 invånare per kvadratkilometer. Närmaste större samhälle är Minatitlán, 16,8 km nordost om Ojo de Agua. Trakten runt Ojo de Agua består till största delen av jordbruksmark.